# چاه‌زرد (ارسنجان)
چاه‌زرد یک روستا در ایران است که در دهستان علی‌آباد ملک شهرستان ارسنجان واقع شده‌است.